# Tasak (narzędzie)

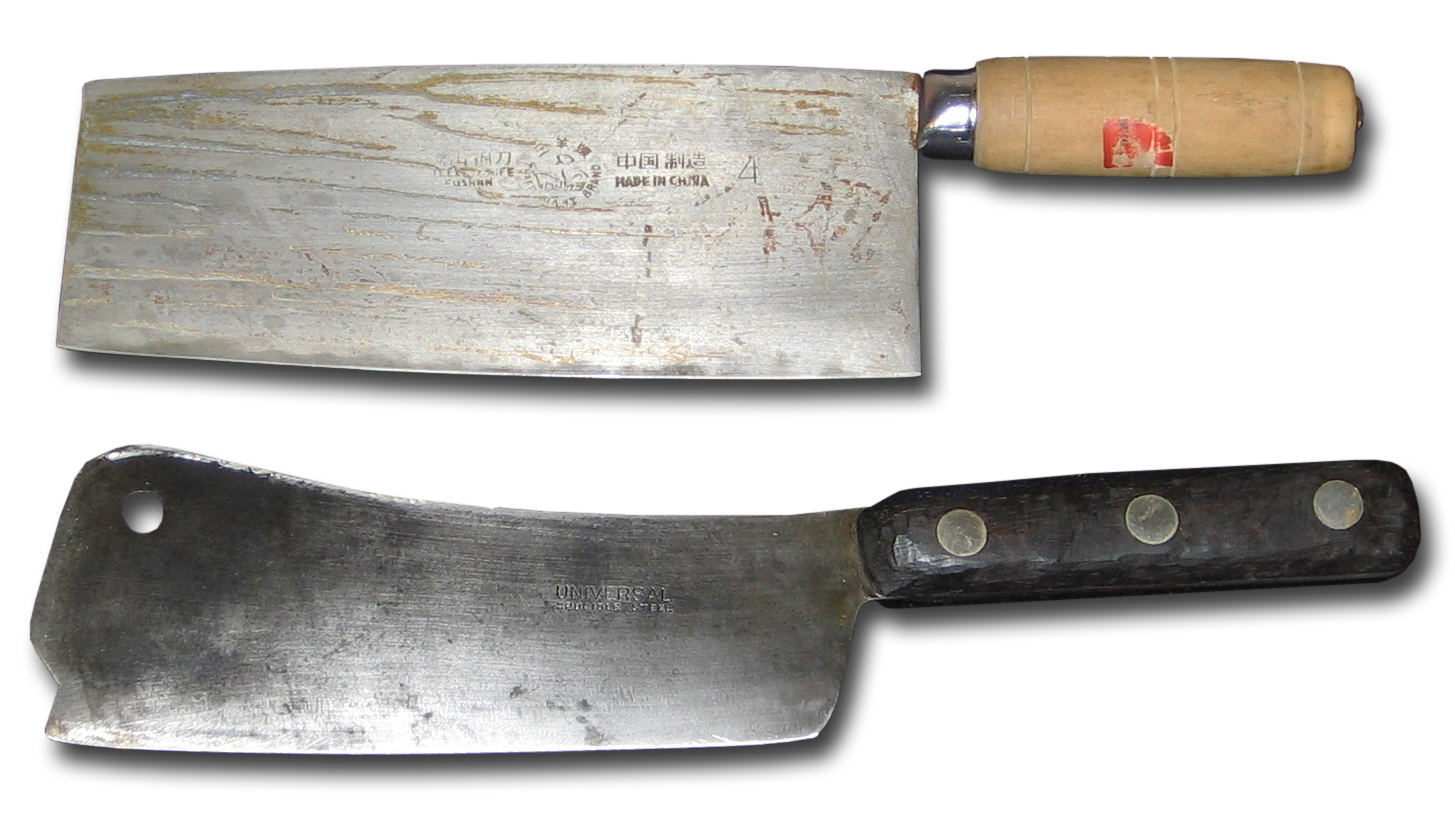
Tasaki w typie: chińskim (u góry) i amerykańskim (na dole)

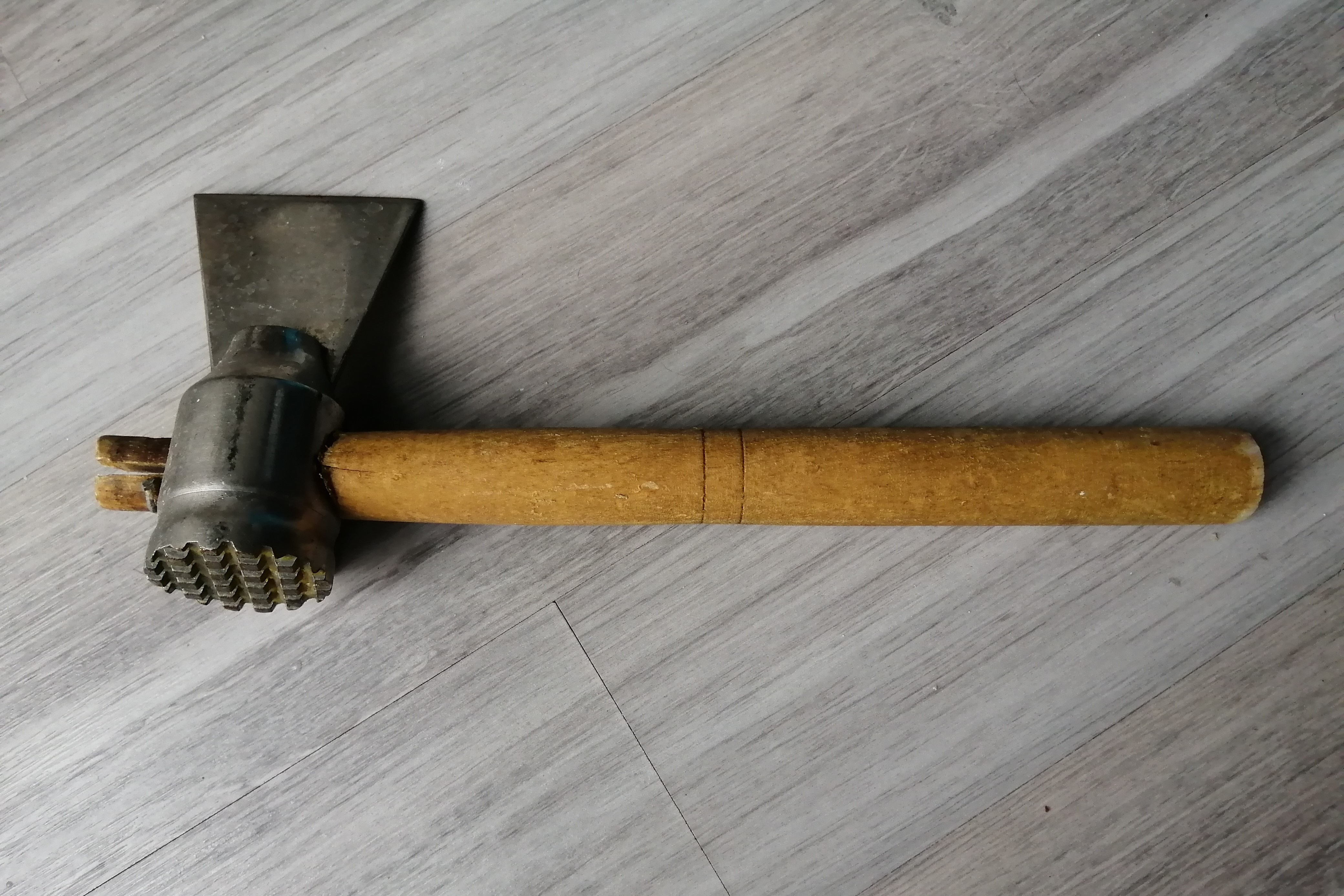
Tasak (kuchenna siekierka) połączony z tłuczkiem do mięsa

Tasak – narzędzie o szerokiej, jednosiecznej głowni, przeznaczone do cięcia i rąbania. Ma kilka wariantów:
- nóż kuchenny, do obróbki mięsa i warzyw. Podstawowy nóż kuchenny w kuchni chińskiej – chińskie tasaki są cienkie i stosunkowo lekkie, nie służą do rąbania grubych kości. Dzięki swej szerokości umożliwia przenoszenie pokrojonych produktów.
- typowy europejski tasak kuchenny ma grubą i ciężką głownię, może służyć do dzielenia tusz i rąbania kości (jak topór). Tasakiem nazywa się też kuchenną siekierkę.
- historycznie, długi i ciężki nóż myśliwski używany do oprawiania zwierzyny.